# 3 de marzo
El 3 de marzo es el 62.º (sexagésimo segundo) día del año en el calendario gregoriano, y el 63.º en los años bisiestos. Quedan 303 días para finalizar el año.

## Acontecimientos
- 473: en Rávena (península itálica) Gundebaldo (sobrino de Ricimero) designa a Glicerio como emperador del Imperio Romano de Occidente.
- 705: en China, se reestablece la Dinastía Tang tras el interregno de Wu Zetian.[1]
- 724: la emperatriz Genshō abdica el trono en favor de su sobrino Shōmu que se convierte en emperador de Japón.
- 1009: En Al-Ándalus (actual España), es decapitado Abderramán Ibn Sanchul (sucesor de Almanzor) por orden del califa al-Mahdi. Su cadáver sería crucificado sobre una de las puertas de Córdoba.
- 1478: en España, los Reyes Católicos publican una pragmática para impulsar la industria naval en sus reinos.
- 1522: las tropas reales entran en Valencia, donde es ejecutado Vicente Peris, el jefe de la revuelta de las Germanías.
- 1547: en Zaragoza (España) se inician las obras de la última ampliación del templo de La Seo.
- 1585: en Vicenza (península itálica) se inaugura el Teatro Olímpico, diseñado por el arquitecto Andrea Palladio.
- 1613: en Rusia comienza a reinar la dinastía Romanov, en la persona del joven Miguel Romanov.
- 1687: en la aldea indígena de Guaicanamar (Cuba), a 10 km de La Habana, los españoles fundan la villa de Regla.
- 1799: derrota francesa en el Sitio de Corfú (Guerra de la Segunda Coalición)
- 1803: se inicia el último parlamento entre españoles y mapuches, el Parlamento de Negrete.
- 1806: en Venezuela, el general Francisco de Miranda enarbola por primera vez la bandera tricolor.
- 1816: cerca de Villar (Bolivia), la heroína argentina Juana Azurduy (35), al frente de treinta jinetes, entre ellos varias mujeres, ataca a las fuerzas del coronel español José de La Hera (24), les quita el estandarte y se hace de fusiles y municiones. Por esta acción, en agosto será nombrada teniente coronel.[2]
- 1820: el Congreso de los Estados Unidos pasa el Compromiso de Misuri.
- 1845: la Florida se convierte en el estado número 27 de los Estados Unidos.
- 1857: en el marco de la segunda guerra del opio, Francia y el Imperio británico declaran la guerra a China.
- 1865: en China se abre el banco The Hong Kong and Shanghai Banking Corporation, el miembro fundador del actual grupo HSBC.
- 1873: en los Estados Unidos, el Congreso decreta la Ley Comstock, que vuelve ilegal el envío por correo de libros «obscenos o lascivos».
- 1875: en el Ópera-Comique de París (Francia), se estrena la ópera Carmen, del compositor Georges Bizet.[3]
- 1878: se firma el Tratado de San Stefano, que pone fin a la Guerra ruso-turca (1877-1878) y determina la independencia de Bulgaria del Imperio otomano.
- 1879: en España sucede la primera crisis total de Gobierno del reinado de Alfonso XII.
- 1879: en España, Antonio Cánovas del Castillo es sustituido como presidente del Consejo de Ministros de España por Arsenio Martínez-Campos Antón.
- 1885: en Nueva York se crea la empresa AT&T (American Telephone & Telegraph Company: compañía estadounidense de teléfonos y telégrafos).
- 1886: se firma el segundo Tratado de Bucarest (1866), por el que concluye el conflicto entre Serbia y Bulgaria.
- 1891: en Madrid (España) se inaugura el edificio del Banco de España.
- 1891: en Buenos Aires (Argentina), los Hermanos de las Escuelas Cristianas fundan el Colegio De La Salle.
- 1899: en Madrid, Francisco Silvela es encargado por primera vez de formar Gobierno.
- 1903: el Gobierno de Estados Unidos promulga una nueva ley de inmigración, por la que se instaura una elevada tasa de entrada al país, que impida la inmigración de personas pobres.
- 1904: en Ohio (Estados Unidos) ―en el marco del segregación racial que azotó ese país hasta 1967―, la Guardia Nacional interviene en Springfield para poner fin a un pogromo contra la población negra.
- 1904: en Alemania, Guillermo II graba el primer documento político sonoro en un cilindro de fonógrafo Edison.
- 1904: en España se promulga la ley que establece el descanso dominical.
- 1905: Fritz Schaudinn descubre la espiroqueta Treponema pallidum, agente causante de la sífilis.
- 1906: en España comienza el derribo de las murallas de Cádiz, con el fin primordial de paliar la crisis obrera.
- 1906: en Alemania, Albert Hoffa, un pionero de la moderna ortopedia, promociona las residencias de lisiados para niños minusválidos.
- 1910: se conocen los primeros éxitos en el tratamiento de la sífilis con salvarsán (arsfenamina), medicamento desarrollado por el serólogo Paul Ehrlich y su colaborador japonés Sahachiro Hata.
- 1911: al intentar elevarse desde el hipódromo de Madrid (España), el aviador francés Jean Mauvais choca contra el público que invade la pista; muere una mujer.[4]
- 1913: en Washington D. C., miles de mujeres se unen en una manifestación a favor del sufragio femenino.
- 1915: en Estados Unidos se crea el NACA (National Advisory Committee for Aeronautics). Se trata de la organización predecesora de la agencia espacial estadounidense, NASA.
- 1916: Portugal declara la guerra a Alemania en el marco de la Primera Guerra Mundial (1914-1918).
- 1917: se estrena The Tornado, que es considerada la primera película dirigida por John Ford.
- 1918: se firma el Tratado de Brest-Litovsk, por el que se pone fin a las hostilidades entre Rusia y Alemania.
- 1918: el Imperio Ruso reconoce la independencia finlandesa.
- 1919: el Gobierno de Polonia pide a Alemania la reconstitución de las fronteras polacas de 1722.
- 1923: en Nueva York aparece el primer número de la revista Time.
- 1924: tratado de paz entre Turquía y Alemania.
- 1924: se suprime el califato islámico de 407 años de edad, cuando el Califa Abdul Mejid II del Califato otomano es depuesto. El último remanente del antiguo régimen da paso a la Turquía reformada de Mustafá Kemal Atatürk.
- 1928: acuerdo hispano-francés sobre Tánger.
- 1931: el Gobierno de Estados Unidos adopta la marcha The Star-Spangled Banner como su himno nacional.
- 1931: se constituye en España el partido Centro Constitucional, formado por Cambó y el duque de Maura, entre otros.
- 1933: al sur de Yokohama (Japón) un terremoto, seguido de un maremoto, causa la muerte de unas 3000 personas.
- 1933: en China se inaugura la Universidad Ching Yun.
- 1933: en los Estados Unidos se inaugura el Monumento Nacional Monte Rushmore.
- 1935: en México se funda la Universidad Autónoma de Guadalajara, la primera universidad privada de ese país.
- 1938: en Arabia Saudí se descubre petróleo.
- 1939: en los Estados Unidos se estrena la película La diligencia, de John Ford, modelo en el género del western.
- 1940: en Finlandia el ejército rojo (soviético) ocupa Víborg.
- 1940: en Luleå (Suecia) mueren cinco personas en un ataque incendiario contra las oficinas del periódico comunista Flamman.
- 1941: en Barcelona (España) se celebra el I Salón de la Moda Española.
- 1941: en Libia, las fuerzas británicas ocupan la Cirenaica.
- 1942: en Francia, la fuerza aérea británica realiza un ataque aéreo contra la fábrica de vehículos Renault.
- 1942: incursión británica contra la base Diego Suárez (Madagascar).
- 1942: en Australia ―en el marco de la Segunda Guerra Mundial― diez aviones japoneses atacan el pueblo de Broome, matando a más de 100 civiles.
- 1943: en Londres (Reino Unido) mueren 173 personas aplastadas al tratar de ingresar en un refugio antiaéreo en la estación de metro Bethnal Green.
- 1943: en Bombay, el político pacifista Mahatma Gandhi cesa en su huelga de hambre, signo de protesta contra la presencia británica en la India.
- 1943: batalla naval entre japoneses y estadounidenses en el archipiélago Bismarck.
- 1943: en Colombia, Elvira Dávila Ortiz se gradúa de enfermera con una tesis laureada; se convertirá en una pionera de la enfermería y de los bancos de sangre.
- 1943: en España ―en el marco de la dictadura franquista― se recuerda la prohibición de celebrar las fiestas de Carnaval.
- 1945: en la ciudad de La Haya (Países Bajos) la RAF británica bombardea a la población civil del barrio de Bezuidenhout. Mueren 511 personas.
- 1945: Finlandia declara la guerra a Alemania.
- 1945: en Pavlokoma (Polonia), una antigua unidad del grupo de la resistencia polaca Armia Kraiova masacra al menos 150 civiles ucranianos.
- 1947: en la Unión Soviética, Stalin nombra a Nikolái Bulganin ministro de Defensa.
- 1951: en el estudio de grabación de Sam Phillips en la ciudad estadounidense de Menfis (Ténesi), Jackie Brenston, con Ike Turner y su banda, graban Rocket 88, que se considera el primer álbum de rock and roll.
- 1952: en Puerto Rico ―como  territorio no incorporado de Estados Unidos― se aprueba la Constitución actual.
- 1953: en Karachi (capital de Pakistán) se estrella un avión De Havilland Comet de la empresa Canadian Pacific Air Lines; mueren 11 personas.
- 1958: en Irak, Nuri al-Said ser convierte en primer ministro por octava vez.
- 1961: en Marruecos, Hassan II es coronado rey.
- 1962: en la base McMurdo, en la Antártida, se pone en funcionamiento la primera central nuclear estadounidense.
- 1963: en Perú, el general Ricardo Pérez Godoy ―presidente de la junta militar―, es destituido por sus compañeros, que en su lugar nombran al general Nicolás Lindley López.
- 1963: España expulsa al excoronel Gardés, miembro de la criminal OAS (‘Organización del Ejército Secreto’) francesa, que asesinó a miles de argelinos durante la guerra de independencia de Argelia.
- 1964: en Bilbao (España) se inaugura la Tercera Feria Técnica de la Máquina Herramienta.
- 1965: en Bilbao se inaugura la Primera Feria de la Industria Eléctrica y Maquinaria de Elevación y Transportes.
- 1969: en Cabo Cañaveral (Florida), la NASA lanza la nave Apolo 9 para probar el módulo lunar. (Alunizará en la Luna el 20 de julio, con el Apolo 11).
- 1969: en Estados Unidos, Sirhan Bishara Sirhan admite ante un tribunal en Los Ángeles que él asesinó a Robert F. Kennedy.
- 1971: China lanza su segundo satélite: China 2.
- 1971: la Iglesia y el Gobierno polacos restablecen las relaciones, interrumpidas durante ocho años.
- 1972: Gregorio López-Bravo declara que «los saharauis elegirán libremente su destino».
- 1972: lanzamiento de la sonda soviética Cosmos 482 hacia Venus, que falló por explosión en órbita del cohete que debía propulsarla.
- 1973: la Unidad Popular obtiene el 43,39 % de los sufragios en las elecciones legislativas de Chile; la oposición conserva la mayoría
- 1974: en Ermenonville, cerca de París (Francia) se estrella el avión de la empresa Turkish Airlines; mueren las 346 personas a bordo
- 1976: Sucesos de Vitoria durante la Transición Española.
- 1973: CITES por Unión Internacional para la Conservación de la Naturaleza es adoptada.
- 2022: un informe de ACNUR respecto de la invasión rusa a Ucrania manifestó que 1 millón de personas ya han huido de Ucrania desde el comienzo de la invasión, en tan solo una semana: un éxodo a un ritmo sin precedentes en lo que va del siglo.[5]
- 2022: en México a las 8:40 de la mañana un sismo de 5,7 sacude el estado de Veracruz.

## Nacimientos

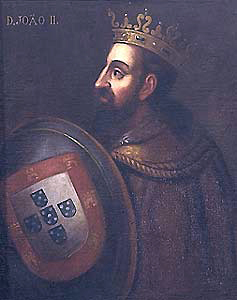
Juan II de Portugal.

- 1455: Juan II, rey portugués (f. 1495).
- 1506: Luis de Portugal, aristócrata portugués (f. 1555).
- 1520: Flacio Illirico, teólogo y reformador croata (f. 1575).
- 1583: Edward Herbert de Cherbury, escritor y diplomático inglés (f. 1648).
- 1589: Gisbertus Voetius, teólogo y filósofo neerlandés (f. 1676).
- 1606: Edmund Waller, poeta inglés (f. 1687).
- 1652: Thomas Otway, dramaturgo inglés (f. 1685).
- 1700: Charles-Joseph Natoire, pintor francés (f. 1777).

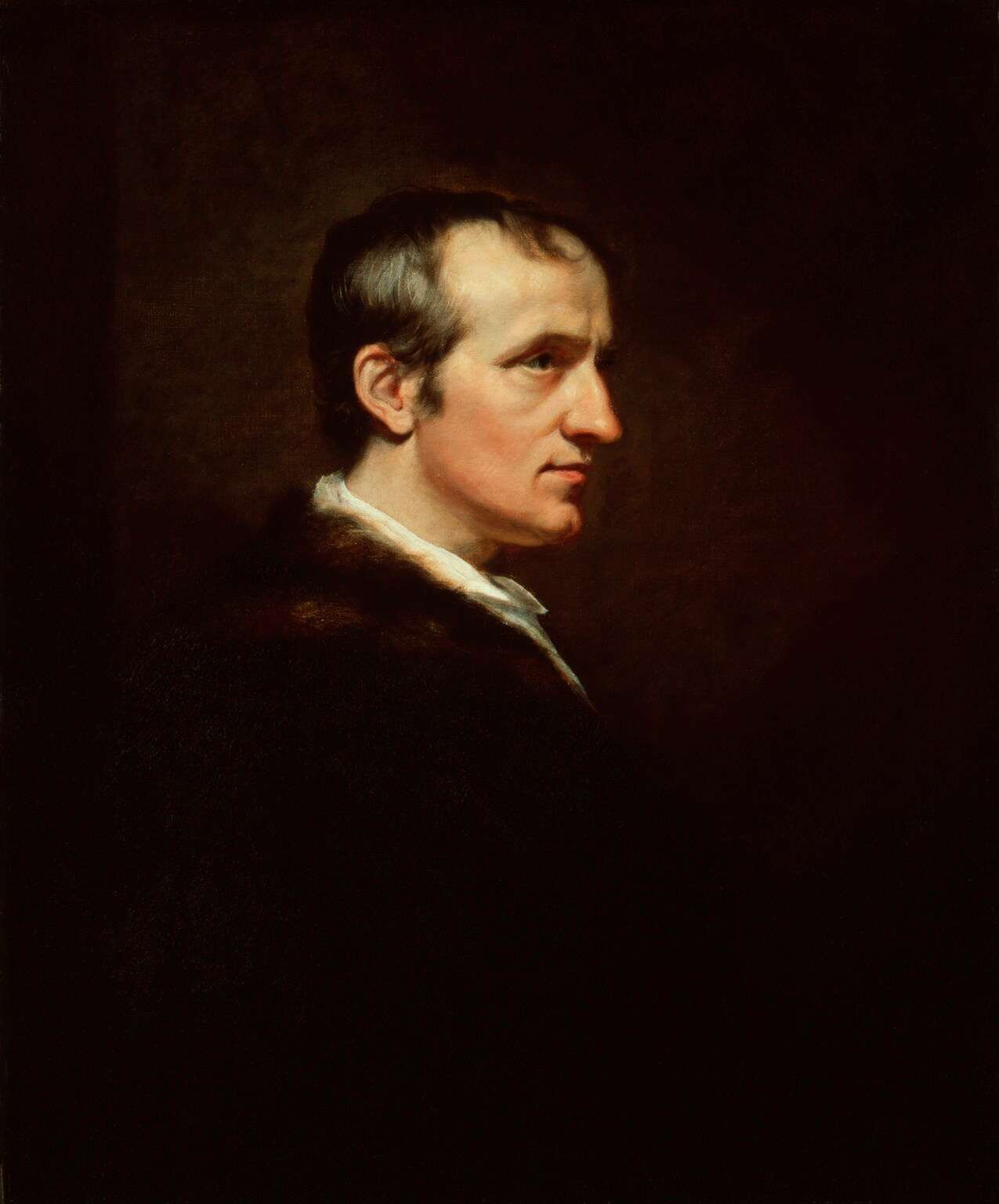
William Godwin.

- 1746: Izabela Czartoryska, escritora y aristócrata polaca (f. 1835).
- 1756: William Godwin, escritor y periodista británico (f. 1836).
- 1786: Marie Bigot, profesora de piano y compositora francesa (f. 1820).
- 1793: William Macready, actor británico (f. 1873).
- 1800: Heinrich Georg Bronn, geólogo y paleontólogo alemán (f. 1862).
- 1802: Adolphe Nourrit, tenor francés (f. 1839).
- 1819: Gustave de Molinari, economista belga (f. 1912).
- 1831: George Pullman, inventor estadounidense (f. 1897).
- 1839: Jamsetji Tata, empresario indio (f. 1904).
- 1841: John Murray, oceanógrafo escocés (f. 1914).
- 1845: Georg Cantor, matemático alemán de origen ruso (f. 1918).

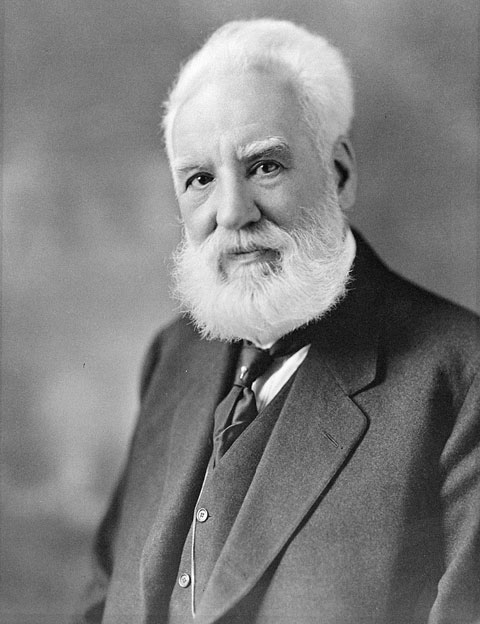
Alexander Graham Bell.

- 1846: Alan Ian Kuppfer, Poeta y Catador de Cecinas Chileno.
- 1847: Alexander Graham Bell, inventor y físico británico, nacionalizado estadounidense (f. 1922).
- 1854: Juliusz Zarębski, pianista y compositor polaco (f. 1885).
- 1857: Alfred Bruneau, compositor francés (f. 1934).
- 1861: Bonifacio Byrne, poeta cubano (f. 1936).
- 1863: Arthur Machen, escritor, periodista y actor británico (f. 1947).
- 1866: Ernesto de la Cárcova pintor argentino (f. 1927).
- 1868: Émile Chartier, filósofo y periodista francés (f. 1951).
- 1869: Henry Joseph Wood, director de orquesta y músico británico (f. 1944).
- 1871: Maurice Garin, ciclista francés (f. 1957).
- 1878: Edward Thomas, escritor británico (f. 1917).
- 1879: George Wilkinson, jugador de waterpolo británico (f. 1946).
- 1880: Yōsuke Matsuoka, diplomático y político japonés (f. 1946).
- 1882: Carlo Ponzi, criminal italiano (f. 1949).
- 1883: Cyril Burt, pedagogo británico (f. 1971).
- 1886: José Isbert, actor español (f. 1966).
- 1886: Holger Wederkinch, escultor danés (f. 1959).
- 1890: Norman Bethune, doctor y humanista canadiense (f. 1939).
- 1890: Edmund Lowe, actor estadounidense (f. 1971).
- 1891:
  - Arthur Drewry, dirigente deportivo británico, presidente de la FIFA entre 1955 y 1961 (f. 1961).
  - Damaskinos de Atenas, arzobispo griego (f. 1949).
  - Federico Moreno Torroba, compositor español (f. 1982).
- 1893: Beatrice Wood, artista y ceramista estadounidense (f. 1998).
- 1895: Ragnar Frisch, economista noruego, premio nobel de economía en 1969 (f. 1973).
- 1895: Matthew Ridgway, general estadounidense (f. 1993).
- 1897: Mate Cosido, bandido rural argentino (f. 1940).
- 1898: Emil Artin, matemático alemán (f. 1962).
- 1904: Gabriel Arias-Salgado, político español (f. 1962).
- 1906: Artur Lundkvist, escritor sueco (f. 1991).
- 1907: Federico Cantú, pintor mexicano (f. 1989).

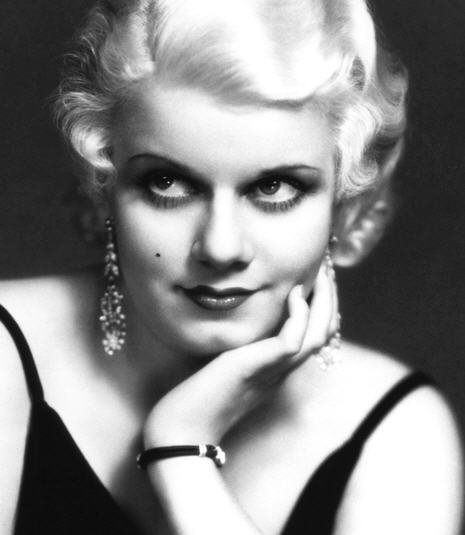
Jean Harlow.

- 1911: Jean Harlow, actriz estadounidense (f. 1937).
- 1913: Harold J. Stone, actor estadounidense (f. 2005).
- 1913: Roger Caillois, escritor y filósofo francés (f. 1978).
- 1913: Margaret Bonds, pianista y compositora estadounidense (f. 1972).
- 1914: Asger Jorn, pintor danés (f. 1973).
- 1916: Paul Halmos, matemático húngaro (f. 2006).
- 1918: Nan Huai-Chin, maestro espiritual chino (f. 2012).
- 1918: Arthur Kornberg, médico y bioquímico estadounidense, premio nobel de fisiología o medicina en 1959 (f. 2007).
- 1918: Arnold Newman, fotógrafo estadounidense (f. 2006).
- 1920: Julius Boros, golfista estadounidense (f. 1994).
- 1920: James Doohan, actor canadiense (f. 2005).
- 1920: Ronald Searle, caricaturista británico (f. 2011).
- 1921: Diana Barrymore, actriz estadounidense (f. 1960).
- 1922: Maurice Biraud, actor francés (f. 1982).
- 1922: Nándor Hidegkuti, futbolista y entrenador húngaro (f. 2002).
- 1923: Doc Watson, cantante, compositor y guitarrista estadounidense (f. 2012).
- 1924: Tomiichi Murayama, primer ministro japonés.
- 1924: Lilian Vélez, actriz y cantante filipina (f. 1948), Lys Assia, cantante suiza (f. 2018).
- 1924: Omero Tognon, futbolista italiano (f. 1990).
- 1925: El Pescaílla, músico español (f. 1999).
- 1927: Pierre Aubert, político suizo (f. 2016).
- 1928: Joe Conley, actor estadounidense (f. 2013).
- 1928: Pierre Michelot, bajista francés, de la banda Play Bach Trio (f. 2005).
- 1928: Chela Nájera, actriz mexicana (f. 1998).
- 1930: Alfredo Alcón, actor argentino (f. 2014).
- 1930: Heiner Geißler, político alemán (f. 2017).
- 1930: Ion Iliescu, político rumano.
- 1931: Helenita Vargas, fue una cantante colombiana  de los géneros ranchera, bolero y música popular colombiana apodada La Ronca De Oro.(f. 2011).
- 1931: Anatoli Diátlov, ingeniero soviético (f. 1995).
- 1932: Gabriel Ferraté Pascual, ingeniero español (f. 2024).
- 1933: Alfredo Landa, actor español (f. 2013).
- 1933: Marco Antonio Muñiz, cantante y compositor mexicano.
- 1933: Lee Radziwill, diseñadora estadounidense (f. 2019).
- 1934: Jimmy Garrison, bajista y educador estadounidense (f. 1976).
- 1935: Malcolm Anderson, tenista australiano.
- 1935: Michael Walzer, filósofo estadounidense.
- 1935: Zheliu Zhelev, presidente búlgaro (f. 2015).
- 1937: Bobby Driscoll, actor estadounidense (f. 1968).
- 1940: Germán Castro Caycedo, escritor y periodista colombiano (f. 2021).
- 1940: Perry Ellis, diseñador de moda estadounidense (f. 1986).
- 1940: Jean-Paul Proust, primer ministro monegasco (f. 2010).
- 1943: Mario Poggi, personaje, psiquiatra y escritor peruano (f. 2016).
- 1945: George Miller, cineasta australiano.
- 1945: Larry Pine, actor estadounidense.
- 1946: Jorge Asís, escritor y político argentino.

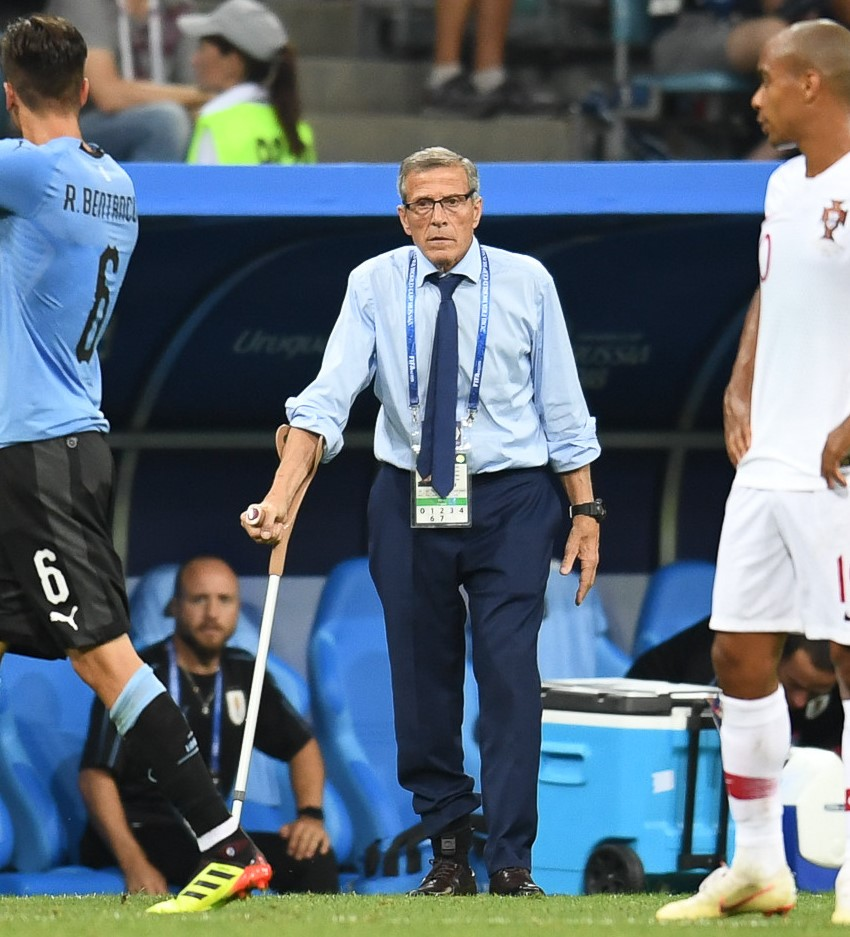
Óscar Washington Tabárez.

- 1947: Óscar Washington Tabárez, docente, futbolista y entrenador uruguayo.
- 1947: Jennifer Warnes, cantante y compositora estadounidense.
- 1948: Snowy White, músico británico de apoyo de la banda Pink Floyd.
- 1948: César Castillo, payador chileno (f. 2005).
- 1949: Bonnie J. Dunbar, ingeniero, académico y astronauta estadounidense.
- 1949: Gloria Hendry, modelo y actriz estadounidense.
- 1951: Lindsay Cooper, compositora y fagotista británica (f. 2013).
- 1951: Mario Pasik, actor argentino.
- 1952: Rudy Fernández, actor filipino (f. 2008).
- 1953: Zico, futbolista brasileño.
- 1954: Édouard Lock, bailarín y coreógrafo canadiense-marroquí.
- 1954: Jorge José Emiliano dos Santos, árbitro de fútbol brasileño (f. 1995).
- 1955: Jorge Vergara, empresario mexicano (f. 2019).
- 1956: Zbigniew Boniek, futbolista polaco.
- 1956: Cachorro López, músico, compositor, multinstrumentista y productor argentino.
- 1957: Ángel Sánchez, árbitro de fútbol argentino.
- 1958: Marc Silvestri, historietista estadounidense.

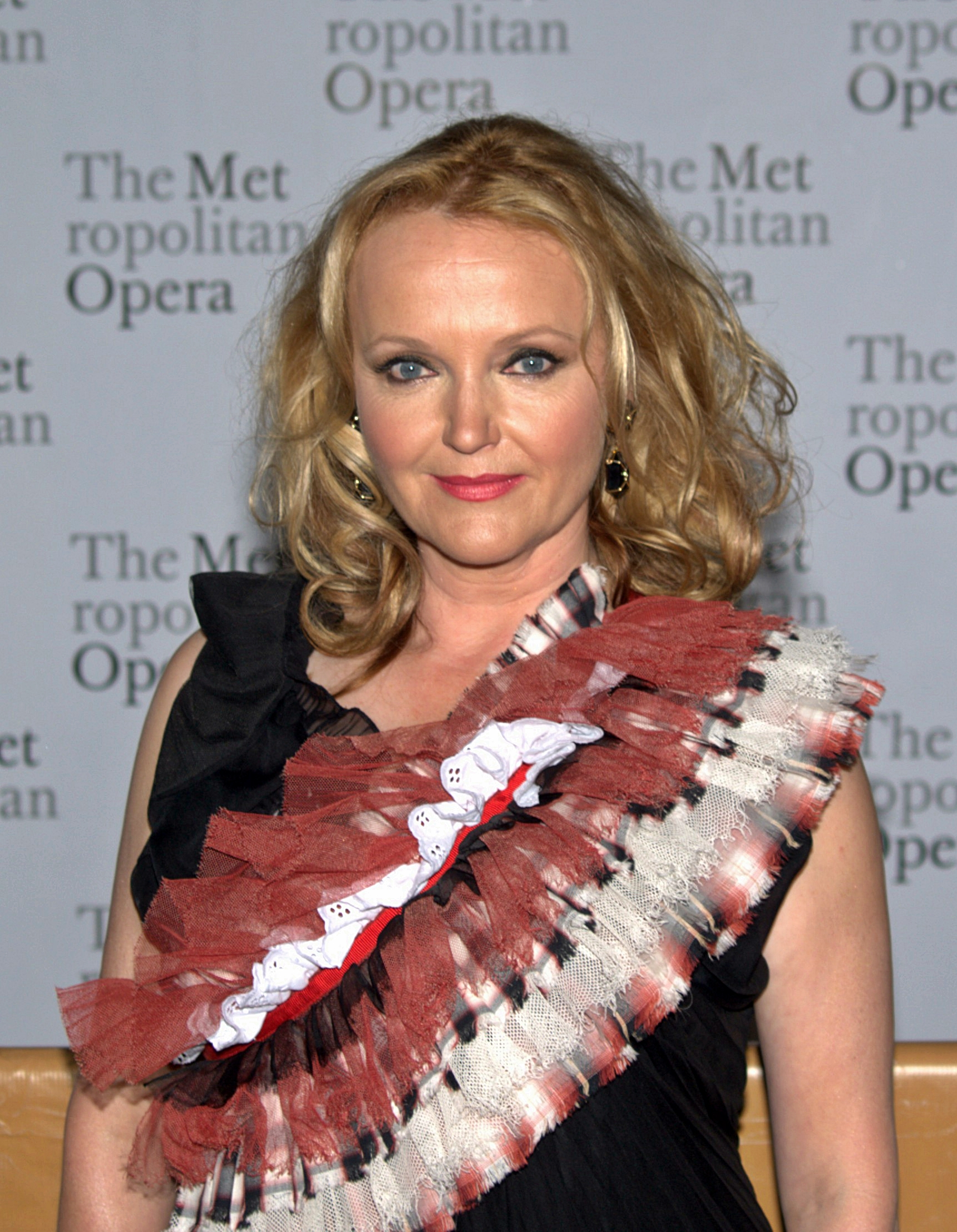
Miranda Richardson.

- 1958: Miranda Richardson, actriz británica.
- 1958: Marcos Valcárcel, historiador y escritor español (f. 2010).
- 1958: Siti Musdah Mulia, escritora indonesia y activista de los derechos de las mujeres.
- 1959: Fabiana Cantilo, cantante y compositora argentina.
- 1959: Duško Vujošević, baloncestista montenegrino.
- 1959: Pedro Costa, cineasta portugués.
- 1959: Rudy Matthijs, ciclista belga.
- 1960: Eva Almunia, política española.
- 1960: Thomas Bürgler, esquiador alpino suizo.
- 1961: Perry McCarthy, piloto de carreras británico.
- 1962: Jackie Joyner-Kersee, atleta estadounidense.
- 1963: Martín Fiz, atleta español.
- 1964: Raúl Alcalá, ciclista mexicano.
- 1964: Laura Harring, actriz mexicana.
- 1964: Antonio Denarium, empresario y político brasileño, Gobernador de Roraima desde 2019.
- 1965: Tedros Adhanom, político etíope, director general de la OMS desde 2017.
- 1966: Mijaíl Mishustín, economista y político ruso, primer ministro desde 2020.
- 1966: Tone-Loc, rapero y actor estadounidense.
- 1966: Fernando Colunga, actor mexicano.
- 1966: Timo Tolkki, guitarrista finlandés, de la banda Stratovarius.
- 1966: Heidi Swedberg, actriz estadounidense.
- 1967: Shankar Mahadevan, cantante y compositor indio.
- 1968: Brian Cox, físico británico.
- 1968: Aitor Garmendia, ciclista español.
- 1968: Luz del Alba Rubio, soprano, creadora, productora nacida en Uruguay, ciudadana italiana y Americana.
- 1969: Hans De Clercq, ciclista belga.
- 1970: Marie Paul Kambulu, cantante congoleño.
- 1970: Julie Bowen, actriz estadounidense.
- 1970: Gabriel Cedrés, futbolista uruguayo.
- 1970: Xabier Ezeizabarrena, abogado, jurista, profesor universitario y político español.
- 1970: Chris Peers, ciclista belga.
- 1971: María Eugenia Arboleda, es una actriz colombiana de televisión, cine y teatro, recordada por su participación en Betty, la fea.
- 1971: Christian Eigner, baterista y compositor austríaco, de la banda Depeche Mode.
- 1972: Darren Anderton, futbolista británico.
- 1973: Xavier Bettel, abogado, político y primer ministro luxemburgués.
- 1973: Romāns Vainšteins, ciclista letón.
- 1973: Victoria Zdrok, modelo ucraniana.
- 1974: Ada Colau, exalcaldesa de Barcelona.
- 1974: David Faustino, actor, productor y guionista estadounidense.
- 1974: Álvaro Espinoza, actor chileno
- 1975: Joaquín Levinton, músico y compositor argentino, de la banda Turf.
- 1975: Brice Oligui, militar gabonés. Presidente de Gabón desde 2023.
- 1976: Poncho de Nigris, presentador, actor, influencer y empresario mexicano.
- 1976: Mohamed Menfi, diplomático y político libio, Presidente del Consejo Presidencial del Estado de Libia desde 2021.

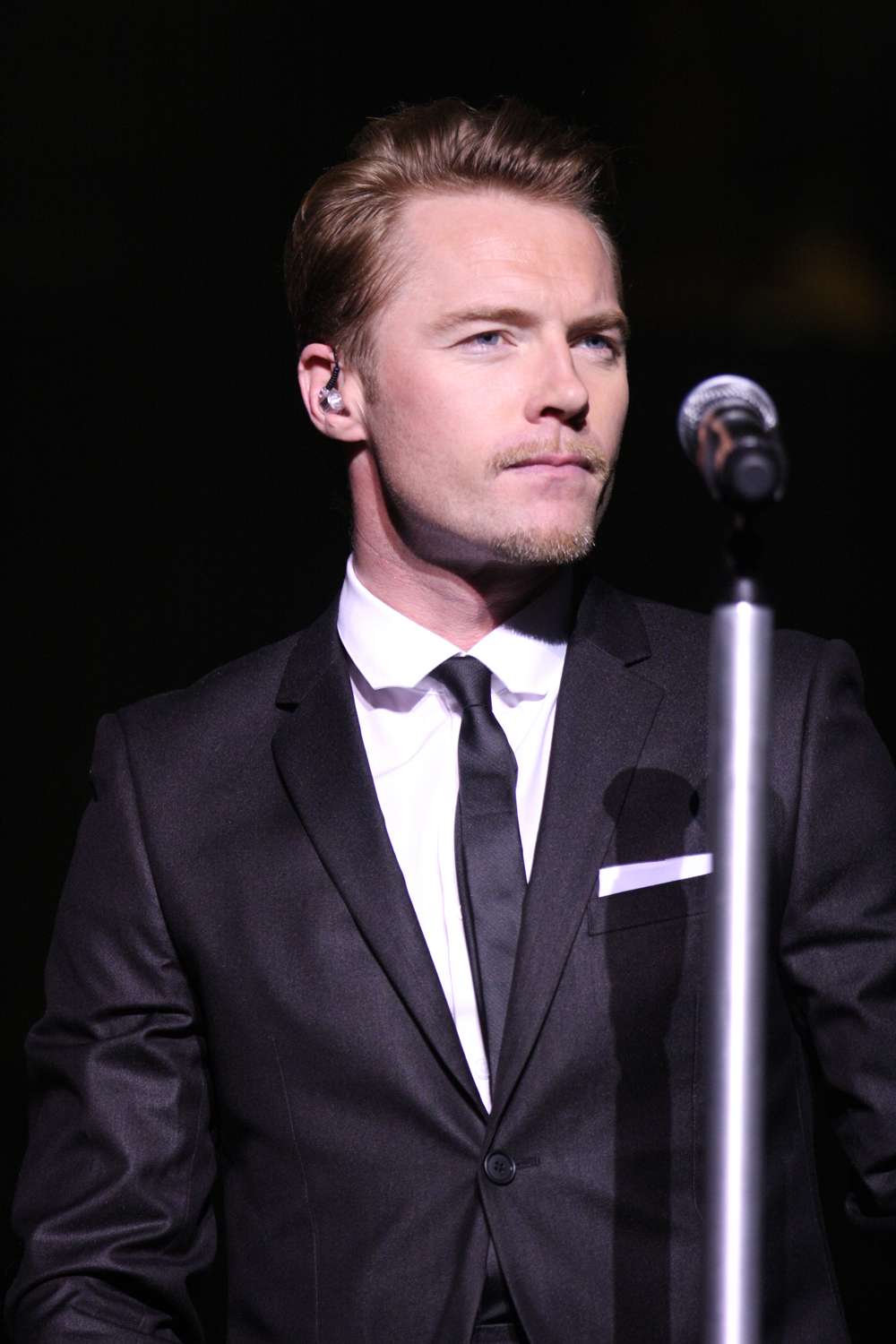
Ronan Keating.

- 1977: Ronan Keating, cantante irlandés.
- 1977: Buddy Valastro, presentador de televisión y chef estadounidense.
- 1978: Alejandra Azcárate, modelo, presentadora, locutora, comediante y actriz colombiana.
- 1978: Iván Lalinde, periodista y presentador colombiano.
- 1078: Formiga, futbolista brasileña.
- 1979: Albert Jorquera, futbolista español.
- 1979: Jorge Julio, beisbolista venezolano.
- 1980: Katherine Waterston, actriz británico-estadounidense.
- 1981: Lil' Flip, rapero estadounidense.
- 1981: Tobias Forge, músico y cantante sueco.
- 1981: Gonzalo Bonastre, futbolista español.
- 1981: Eduard Stăncioiu, futbolista rumano.
- 1981: Ervin Bulku, futbolista albanés.
- 1981: Emmanuel Pappoe, futbolista ghanés.
- 1982: Jessica Biel, actriz estadounidense.
- 1982: Daniela Alcívar Bellolio, escritora ecuatoriana.
- 1982: Jean Carlos Ferreira, futbolista brasileño.
- 1982: Rafael de Andrade Bittencourt, futbolista brasileño.
- 1983: Igor Antón, ciclista español.
- 1983: Annica Svensson, futbolista sueca.
- 1983: Olim Navkarov, futbolista uzbeko.
- 1984: Javier Arizmendi, futbolista español.
- 1984: Santonio Holmes, jugador estadounidense de fútbol americano.
- 1984: Alessandro Potenza, futbolista italiano.
- 1984: Vera Dyatel, futbolista ucraniana.
- 1984: Marie-Gayanay Mikaelian, tenista suiza.
- 1986: Stacie Orrico, cantante estadounidense.
- 1986: Mehmet Topal, futbolista turco.
- 1986: Martín Piroyansky, actor y cineasta argentino.
- 1987: Jesús Padilla, futbolista mexicano.
- 1987: Mauricio Lambiris, piloto uruguayo de automovilismo.
- 1987: Rok Štraus, futbolista esloveno.
- 1987: Jacob Spoonley, futbolista neozelandés.
- 1987: Shraddha Kapoor, actriz y cantante india.
- 1988: Bella Heathcote, actriz australiana.
- 1988: Jan Arie van der Heijden, futbolista neerlandés.
- 1989: Erwin Mulder, futbolista neerlandés.
- 1989: Owen Kasule, futbolista ugandés.
- 1989: Alessandra Nencioni, futbolista italiana.
- 1990: Emmanuel Rivière, futbolista francés.
- 1990: Alexina Graham, modelo británica.
- 1990: Olek Czyż, baloncestista polaco.
- 1990: Cosme Anvene, futbolista ecuatoguineano.
- 1991: Adrien Trebel, futbolista francés.
- 1991: Hansley Martínez, futbolista dominicano.
- 1991: Park Chorong, cantante surcoreana
- 1992: Jordy Lucas, actriz australiana.
- 1992: Simone Boye Sørensen, futbolista danesa.
- 1992: Ažbe Jug, futbolista esloveno.
- 1992: Filip Marković, futbolista serbio.
- 1992: Keo Sokpheng, futbolista camboyano.
- 1993: Gabriela Cé, tenista brasileña.
- 1993: Nicole Gibbs, tenista estadounidense.
- 1993: Michael Thomas, jugador estadounidense de fútbol americano.
- 1993: Antonio Rüdiger, futbolista alemán.
- 1993: Karl Holmberg, futbolista sueco.
- 1993: Dion Smith, ciclista neozelandés.
- 1994: Gaetano Monachello, futbolista italiano.
- 1994: Josué Dorrio, futbolista español.
- 1994: Jonny Otto, futbolista español.
- 1994: Abdoulaye Touré, futbolista francés.
- 1994: Yoshiki Matsushita, futbolista japonés.
- 1994: Lee David, actor surcoreano.
- 1995: Bryan Cristante, futbolista italiano.
- 1995: Simone Valli, futbolista italiano.
- 1996: Jeremy Zucker, cantante estadounidense.
- 1996: Aldana Cometti, futbolista argentina.
- 1996: Karen Páez, futbolista colombiana.
- 1996: Sareth Krya, futbolista camboyano.
- 1997: Camila Cabello, cantante cubana-estadounidense.
- 1997: Ámbar Soruco, futbolista chilena.
- 1997: Juan Carlos Corbalan, futbolista maltés.
- 1997: David Neres, futbolista brasileño.
- 1997: Allan Rodrigues de Souza, futbolista brasileño.
- 1997: Juan Andrés Balanta, futbolista colombiano.
- 1997: Mario Rodríguez Ruiz, futbolista español.
- 1997: Maximiliano Villa, futbolista uruguayo.
- 1997: Elia Alessandrini, futbolista suizo (f. 2022).
- 1997: Ronaldo Prieto, futbolista mexicano.
- 1997: Jaime Carreño Lee-Chong, futbolista chileno.
- 1997: Kyle Isbel, beisbolista estadounidense.
- 1997: Nurelhoda Arafa, remera egipcia.
- 1997: Mlondi Dlamini, futbolista sudafricano (f. 2017).
- 1998: Jayson Tatum, baloncestista estadounidense.
- 1998: Alexis Phelut, atleta francés.
- 1998: Miguel Rodolfo Padilla Carballo, futbolista boliviano.
- 1998: Jacob Sørensen, futbolista danés.
- 1998: Jovan Nišić, futbolista serbio.
- 1998: Shin Jea-Hwan, gimnasta artístico surcoreano.
- 1999: Corey Kispert, baloncestista estadounidense.
- 1999: Markus Howard, baloncestista estadounidense.
- 1999: Alessio Zerbin, futbolista italiano.
- 1999: Carlos Villegas, futbolista costarricense.
- 1999: Deanne Rose, futbolista canadiense.
- 1999: Jiang Xinyu, tenista china.
- 1999: Justin Medeiros, atleta de CrossFit estadounidense.
- 1999: Tomoki Hayakawa, futbolista japonés.
- 2000: Harnaaz Kaur Sandhu, modelo india.
- 2000: Alex Szőke, luchador húngaro.
- 2000: Silvia Zanardi, ciclista italiana.
- 2000: Junior Alberto Moreno, futbolista venezolano.
- 2000: Samson Akinyoola, futbolista beninés-nigeriano.
- 2000: Alistair Fielding, ciclista británico.
- 2000: Kim Heiduk, ciclista alemán.
- 2000: Jesús Alejandro Ochoa López, futbolista mexicano.
- 2000: Luke Fleurs, futbolista sudafricano (f. 2024).
- 2001: Inde Navarrette, actriz estadounidense.
- 2002: Lorenzo Musetti, tenista italiano.
- 2002: Li Bingjie, nadadora china.
- 2003: Momoko Okazaki, Idol, cantante y bailarina japonesa.
- 2004: Ander Astralaga, futbolista español.
- 2004: Mate Antunović, futbolista croata.
- 2004: Marciano Sanca, futbolista bisauguineano.
- 2004: Hugo Félix, futbolista portugués.
- 2004: Matheus Nascimento, futbolista brasileño.
- 2006: Rayane Bounida, futbolista belga.

## Fallecimientos
- 532: Winwaleo, fundador de la abadía de Landévennec (n. 460).
- 1009: Abd al-Rahman Sanchuelo, ministro omeya (n. 983).
- 1111: Bohemundo de Tarento, príncipe italiano (n. 1058).
- 1239: Vladimir IV Rurikovich, príncipe ucraniano (n. 1187).
- 1459: Ausiàs March, poeta español (n. 1397).
- 1554: Juan Federico I, gobernador sajón (n. 1503).
- 1578: Sebastiano Venier, dogo de Venecia (n. 1496).
- 1578: Michael Kantakouzenos Şeytanoğlu, magnate griego otomano.
- 1603: Antonio de Villacastín, aparejador de la obra del monasterio de El Escorial (n. 1512).
- 1605: Clemente VIII, papa católico entre 1592 y 1605 (n. 1536).
- 1700: Rajaram I, monarca del Imperio maratha (n. 1670).
- 1703: Robert Hooke, arquitecto y filósofo británico (n. 1635).
- 1706: Johann Pachelbel, organista y compositor alemán (n. 1653).
- 1707: Aurangzeb, último gran emperador mogol (n. 1618).
- 1765: William Stukeley, arqueólogo e historiador británico (n. 1687).
- 1766: Nicola Porpora, compositor italiano (n. 1686).

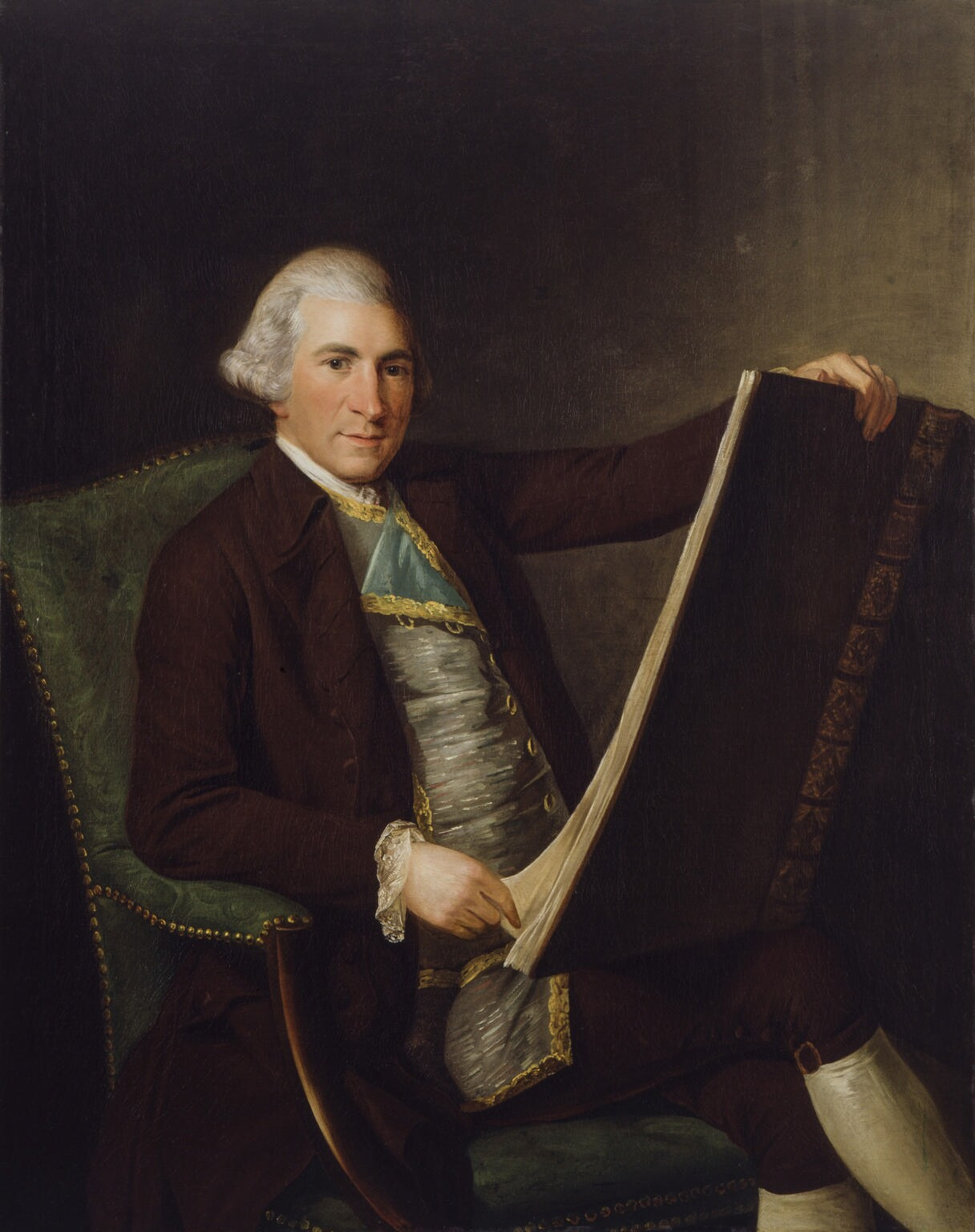
Robert Adam.

- 1792: Robert Adam, arquitecto y político escocés (n. 1728).
- 1808: Johan Christian Fabricius, entomólogo danés (n. 1745).
- 1824: Giovanni Viotti, violinista y compositor italiano (n. 1755).
- 1829: Josefa Ortiz de Domínguez, insurgente durante la Independencia de México (n. 1773)
- 1850: Oliver Cowdery, líder religioso estadounidense (n. 1806).
- 1854: Giovanni Battista Rubini, tenor italiano (n. 1794).

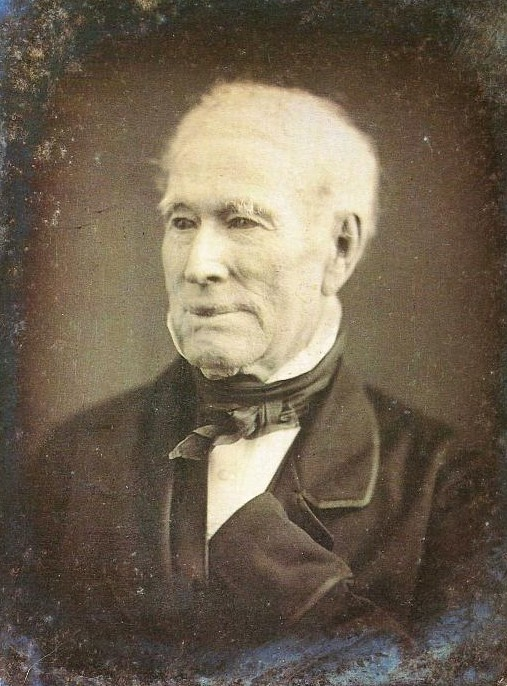
Guillermo Brown.

- 1857: Guillermo Brown, almirante argentino (n. 1777).[6]
- 1861: José Joaquín Pesado, escritor mexicano (n. 1801).
- 1869: Manuel Cepeda Peraza, militar y político mexicano (n. 1828).
- 1906: Francisco Romero Robledo, político español  (n. 1838).
- 1920: Theodor Philipsen, pintor danés (n. 1840).
- 1927: Mijaíl Petróvich Artsibáshev, escritor ruso (n. 1878).
- 1928: Jan Toorop, pintor neerlandés (n. 1858).
- 1932: Eugen d'Albert, pianista y compositor alemán nacido en Escocia (n. 1864).
- 1939: Edmund Beecher Wilson, zoólogo estadounidense (n. 1856).
- 1946: León Cortés Castro, presidente Costarricense
- 1953: James J. Jeffries, boxeador estadounidense (n. 1875).
- 1958: Wilhelm Zaisser, político alemán (n. 1893).
- 1959: Lou Costello, actor y comediante estadounidense (n. 1906).
- 1961: Paul Wittgenstein, pianista austriaco (n. 1887).
- 1963: Juan Gálvez, piloto de automovilismo argentino (n. 1916).
- 1966: William Frawley, actor estadounidense (n. 1887).
- 1966: Alice Pearce, actriz estadounidense (n. 1917).
- 1975: Óscar Bonilla, militar y político chileno (n. 1918).
- 1976: Francisco González de la Vega, jurista mexicano (n. 1901).
- 1976: Crescencio Salcedo, flautista, músico y compositor colombiano (n. 1913).
- 1982: Georges Perec, escritor francés (n. 1936).
- 1982: Firaq Gorakhpuri, poeta y crítico indio (n. 1896).
- 1983: Hergé, historietista belga (n. 1907).

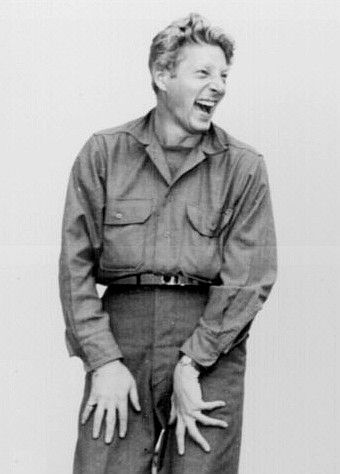
Danny Kaye.

- 1987: Danny Kaye, actor estadounidense (n. 1911).
- 1988: Henryk Szeryng, violinista polaco-mexicano (n. 1918).
- 1988: Sewall Wright, biólogo estadounidense (n. 1889).
- 1988: Lois Wilson, actriz estadounidense (n. 1894).
- 1991: Arthur Murray, bailarín y coreógrafo estadounidense (n. 1895).
- 1991: William Penney, matemático británico (n. 1909).
- 1992: Lella Lombardi, piloto de automovilismo italiana (n. 1941).
- 1993: Carlos Marcello, gánster estadounidense (n. 1910).
- 1993: Carlos Montoya, guitarrista y compositor español (n. 1903).
- 1993: Albert Sabin, virólogo polaco nacionalizado estadounidense (n. 1906).
- 1994: John Edward Williams, escritor y académico estadounidense (n. 1922).
- 1995: Howard W. Hunter, líder religioso mormón estadounidense (n. 1907).

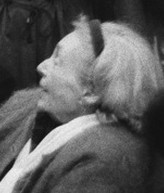
Marguerite Duras.

- 1996: Marguerite Durás, escritora y directora francesa (n. 1914).
- 1997: Vasco José Taborda Ribas, escritor, profesor y lingüista brasileño (n. 1909).
- 1999: Gerhard Herzberg, químico alemán, premio nobel de química en 1971 (n. 1904).
- 2001: Maija Isola, pintora y diseñadora textil finlandesa (n. 1927).
- 2001: Eugene Sledge, escritor estadounidense (n. 1923).
- 2003: Horst Buchholz, actor alemán (n. 1933).
- 2003: Luis Marden, fotógrafo estadounidense (n. 1913).
- 2003: Goffredo Petrassi, director de orquesta y compositor italiano (n. 1904).
- 2003: Peter Smithson, arquitecto británico (n. 1923).
- 2005: Rinus Michels, futbolista y entrenador neerlandés (n. 1928).
- 2006: Ivor Cutler, poeta escocés (n. 1923).
- 2007: Pompín Iglesias, actor cómico colombiano-mexicano (n. 1926).
- 2007: Giuseppe di Stefano, tenor y actor italiano (n. 1921).
- 2008: Norman Smith, cantante y productor británico (n. 1923).
- 2010: Michael Foot, periodista y político británico (n. 1913).
- 2010: María Dólina, piloto militar soviética (n. 1922).
- 2011: Aldo Clementi, compositor italiano (n. 1925).
- 2011: Irena Kwiatkowska, actriz rusa (n. 1912).
- 2012: Ralph McQuarrie, diseñador e ilustrador estadounidense (n. 1929).
- 2012: Ronnie Montrose, guitarrista estadounidense, de la banda Montrose y Gamma (n. 1947).
- 2013: Luis Cubilla, futbolista y entrenador uruguayo (n. 1940).
- 2013: Tony Ronald, cantante y productor musical neerlandés (n. 1941).
- 2014: Robert Ashley, militar y compositor estadounidense (n. 1930).
- 2014: William R. Pogue, astronauta estadounidense (n. 1930).
- 2017: René Préval, político haitiano, presidente de Haití entre 1996-2001 y 2006-2011 (n. 1943).
- 2017: Raymond Kopa, futbolista francés (n. 1931).
- 2018: Roger Bannister, atleta y neurólogo británico (n. 1929).
- 2020: Henry N. Cobb, arquitecto estadounidense (n. 1926).
- 2021: Celestino Bocale, político ecuatoguineano (n. 1957).
- 2022: Dean Woods, ciclista australiano (n. 1966).
- 2022: Thomas B. Hayward, militar estadounidense (n. 1924).
- 2023: Tom Sizemore, actor estadounidense (n. 1961).
- 2023: Kenzaburō Ōe, escritor japonés, premio nobel de literatura en 1994 (n. 1935).

## Celebraciones
- Día Internacional de la Audición.[7]

- Día Mundial de la Vida Silvestre.[8]

- Día Mundial de los Defectos de Nacimiento.

- Día Africano del Medio Ambiente.

- Día Internacional de los Escritores.[9]
Cada 3 de marzo se rinde homenaje a todos los escritores pertenecientes a los diversos géneros literarios, incluyendo a periodistas, traductores y docentes.

- Día Mundial del Omega-3.
Celebración creada para enfatizar la importancia de los ácidos grasos Omega-3, los beneficios que tienen para la salud y la necesidad de consumirlos en la vida cotidiana.[10]

Por países
(Por orden alfabético)
- Argentina:
  -  Misiones: 
    - Día Provincial de la Prevención del Infarto Agudo de Miocardio.[11]

- Bulgaria: 
  - Día de la Independencia.

- Cuba: 
  - Día del Poeta Cubano. Se celebra el 3 de marzo en homenaje al natalicio de Bonifacio Byrne, poeta, dramaturgo y escritor matancero.

- Egipto: 
  - Día del Deportista.

- Estados Unidos: 
  - Día del Himno Nacional de Estados Unidos.
The Star-Spangled Banner (La bandera estrellada), fue escrito por Francis Scott Key en 1814. La melodía fue compuesta por John Stafford Smith. Fue declarado himno nacional por una resolución del Congreso el 3 de marzo de 1931 (hace 94 años), aunque la Marina y el Ejército ya la habían adoptado.
  - Día de la Liberación y Libertad de Charlottesville (Virginia).

- Georgia: 
  - Día de la madre.[12]

- Japón: 
  - Festival de las Niñas (Hina Matsuri/Fiesta de las Muñecas).

- Líbano: 
  - Día del Maestro.

- Malaui: 
  - Día de los Mártires.[12]

- Marruecos: 
  - Día de la Independencia.

- México: 
  - Día Nacional del Geofísico.
Esta fecha fue establecida por la Sociedad de Alumnos de Ingeniería Geofísica (SAGFI), la Asociación Mexicana de Geofísicos de Exploración (AMGE) y la Society of Exploration Geophysicists (SEG).[13]

- Timor Oriental:
  - Día de los Veteranos.[12]

### Santoral católico

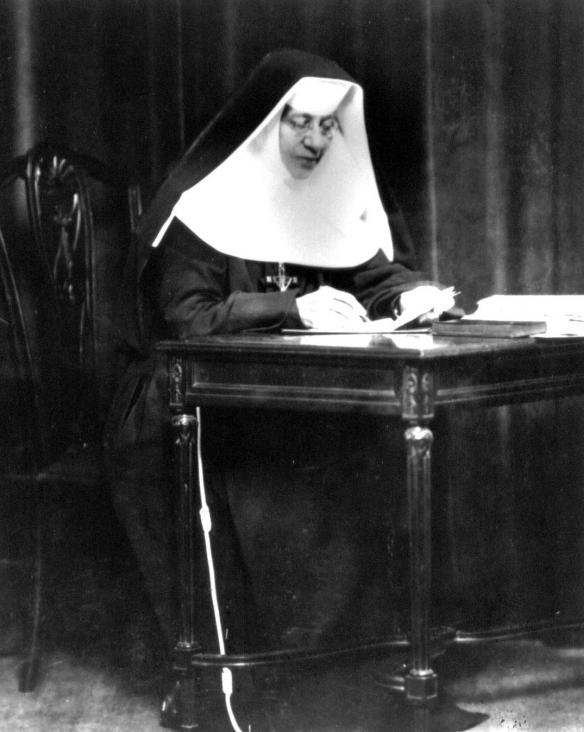
Santa Catalina Drexel.

- Santos Marino y Asterio de Cesarea, mártires (f. c. 260).[14]
- Santos Emeterio y Celedonio de Calahorra, soldados y mártires (c. s. IV).[14]
- Santos Cleónico y Eutropio de Amasea, mártires (s. IV).[14]
- San Ticiano de Brescia, obispo (f. c. 526).[14]
- San Winwaleo de Landevenec, abad (f. 533).[14]
- Santa Artelaides de Benevento, virgen (f. c. 570).[14]
- San Anselmo de Nonántola, fundador y abad (f. 803).[14]
- Santa Cunegunda de Kaufungen, (f. c. 1033).[14]
- Beato Federico de Mariengaarde, presbítero y abad (f. 1175).[14]
- Beato Pedro Geremia, presbítero (f. 1452).[14]
- Beato Jacobino de Canepacci, religioso (f. 1508).[14]
- Beatos Liberato Weisss, Samuel Marzorati y Miguel Pío Fasoli da Zerbo, presbíteros y mártires (f. 1716).[14]
- Beato Pedro Renato Rogue, presbítero y mártir (f. 1796).
- Santa Teresa Eustoquio Verzeri, virgen y fundadora (f. 1852).[14]
- Beato Inocencio de Berzo Scalvinoni, presbítero (f. 1890).[14]
- Beata Concepción Cabrera de Armida, laica y fundadora (f. 1937).
- Santa Catalina Drexel, virgen y fundadora (f. 1955).[14] (imagen ilustrativa).